# گراهام هلدینگ
گراهام هلدینگ (انگلیسی: Graham Holdings) شرکت انتشارات آمریکایی است، که در سال ۱۹۴۷ تأسیس شد.